# Jacques Échantillon
Jacques Échantillon (12 de diciembre de 1934 – 11 de diciembre de 2009) fue un actor y director teatral de nacionalidad francesa.

## Biografía
Nacido en Saint-Étienne-de-Saint-Geoirs, Francia, se formó en el Conservatoire national supérieur d'art dramatique, en la promoción de 1961.
Michel Guy, Secretario de Estado de Cultura, le nombró director del Centro Dramático Nacional de la región Languedoc-Rosellón, del Théâtre du Midi desde 1975 a 1976 en Carcassonne, y del Teatro des 13 vents desde 1976 a 1981, en Béziers. En dicho puesto sucedió a Jean Deschamps.
En 1982 fundó, junto a France Darry, una compañía teatral propia, la Darry-Echantillon. 
Jacques Échantillon falleció en París, Francia, en 2009 a causa de un cáncer.

## Filmografía
Cine
- 1966 : On a volé la Joconde, de Michel Deville

Televisión
- 1967 : Le Chevalier Tempête, de Yannick Andréi
- 1968 : Au théâtre ce soir : La Coquine, de André Roussin, escenografía de Bernard Dhéran, dirección de Pierre Sabbagh, Teatro Marigny
- 1971 :  Au théâtre ce soir : ¿Quiere usted jugar con mí?, de Marcel Achard, escenografía de Jacques Échantillon, dirección de Pierre Sabbagh, Teatro Marigny
- 1971 : Les Enquêtes du commissaire Maigret, de Claude Barma, episodio Maigret à l'école

## Teatro

### Director
| - 1961 : ¿Quiere usted jugar con mí?, de Marcel Achard - 1970 : ¿Quiere usted jugar con mí?, de Marcel Achard, Teatro La Bruyère - 1971 : L'Espace du dedans, de Henri Michaux, Festival del Marais - 1971 : Tout à l'heure, de Jeannine Worms, Teatro de l'Odéon - 1971 : Le Goûter, de Jeannine Worms, Teatro de l'Odéon - 1972 : Une visite de noces, de Alexandre Dumas, Théâtre des Variétés - 1972 : Les Œufs de l'autruche, de André Roussin, Théâtre des Variétés - 1972 : Les Vilains, a partir de Ruzzante, Festival del Marais, Teatro del Atelier - 1973 : Los enredos de Scapin, de Molière, Teatro de los Campos Elíseos, Comédie-Française - 1974 : Tu t'imagines guérillero, de Charles Charras, Festival de Aigues-Mortes - 1975 : El barón rampante, de Jacques Échantillon y André Gille a partir de Italo Calvino - 1975 : Jésus II, de Joseph Delteil, Teatro des 13 vents - 1976 : La Chasse présidentielle, de Guillaume Kergourlay, Teatro des 13 vents - 1976 : Fulgor y muerte de Joaquin Murieta, de Pablo Neruda, Teatro des 13 vents - 1977 : Jésus II, de Joseph Delteil, Théâtre de Paris - 1977 : Le Brise-lames, de Armand Meffre, Teatro des 13 vents - 1978 : Los enredos de Scapin Mais on serait mieux à la plage de Molière y Jacques Téphany, Teatro des 13 vents | - 1978 : Madre Coraje y sus hijos, de Bertolt Brecht, Teatro des 13 vents - 1979 : Der aufhaltsame Aufstieg des Arturo Ui, de Bertolt Brecht, Teatro des 13 vents - 1980 : Aquí no paga nadie, de Dario Fo, Teatro des 13 vents - 1980 : La Nuit remue, de Henri Michaux, Teatro des 13 vents - 1981 : El paraíso de las damas, a partir de Émile Zola, Théâtre de la Ville, Teatro des 13 vents - 1983 : Mort accidentelle d'un anarchiste, de Dario Fo, Teatro La Bruyère - 1983 : Le Calcul, de Jeannine Worms, Teatro Essaïon - 1984 : Les Aventures de Dieu, de François Cavanna, Teatro Fontaine - 1985 : Orgasme adulte échappé du zoo, de Dario Fo y Franca Rame, Teatro del Lucernaire - 1986 : Los enredos de Scapin, de Molière - 1988 : L'Autre, de Élie Pressmann, Comédie de Saint-Étienne - 1990 : Couple ouvert à deux battants, de Dario Fo, Teatro des 13 vents - 1993 : Une folie, de Sacha Guitry, Teatro del Palais Royal - 2000 : Mort accidentelle d'un anarchiste, de Dario Fo, Teatro La Bruyère - 2004 : L'Inscription, de Jean Dell y Gérald Sibleyras, Teatro Montparnasse - 2005 : Le Mariage de Barillon, de Georges Feydeau, Teatro del Palais Royal |

### Actor
| - 1956 : Le Miroir, de Armand Salacrou, escenografía de Henri Rollan, Teatro des Ambassadeurs - 1957 : La Prétentaine, de Jacques Deval, escenografía de Robert Manuel, Teatro des Ambassadeurs - 1961 : George Dandin ou le Mari confondu, de Molière, escenografía de Jean Meyer, Teatro del Palais Royal - 1961 : El médico a palos, de Molière, escenografía de Jean Meyer, Teatro del Palais Royal - 1961 : El atolondrado o los contratiempos, de Molière, escenografía de Jean Meyer, Teatro del Palais Royal - 1961 : La Coquine, de André Roussin, escenografía de Jean Meyer, Teatro del Palais Royal - 1962 : Los enredos de Scapin, de Molière, escenografía de Jean Meyer, Teatro del Palais Royal - 1962 : Las mujeres sabias, de Molière, escenografía de Jean Meyer, Teatro del Palais Royal - 1962 : Les Oiseaux rares, de Renée Hoste, escenografía de Alfred Pasquali, Teatro Montparnasse - 1962 : Mais n'te promène donc pas toute nue !, de Georges Feydeau, escenografía de Jacques-Henri Duval, Galas Herbert-Karsenty - 1962 : La Seconde Surprise de l'amour, de Pierre Carlet de Chamblain de Marivaux, escenografía de Jacques-Henri Duval, Galas Herbert-Karsenty - 1963 : La tempestad, de William Shakespeare, escenografía de Jacques Mauclair, Teatro de la Alliance française - 1963 : Célimare le bien-aimé, de Eugène Labiche y Alfred Delacour, escenografía de Jacques Mauclair, Teatro de la Alliance française - 1964 : Version grecque, de Marc-Gilbert Sauvajon, escenografía de Jacques-Henri Duval, Teatro Montparnasse - 1964 : Una cigüeña bromista, de André Roussin, escenografía de Jacques Mauclair, Teatro des Nouveautés - 1965 : Le Barbier de Séville, de Pierre-Augustin Caron de Beaumarchais, escenografía de Edmond Tamiz, Teatro des Célestins - 1968 : Le Knack, de Ann Jellicoe, escenografía de Michel Fagadau, Teatro de la Gaîté-Montparnasse - 1969 : Les Rivaux d'eux-mêmes, de Carlo Goldoni, escenografía de Jacques Mauclair, Festivales de verano - 1970 : ¿Quiere usted jugar con mí?, de Marcel Achard, escenografía de Jacques Échantillon, Teatro La Bruyère - 1971 : L'Espace du dedans, de Henri Michaux, Festival del Marais - 1971 : Le Septième Commandement : Tu voleras un peu moins…, de Dario Fo, escenografía de Jacques Mauclair, Teatro de l'Odéon - 1972 : Le Septième Commandement : Tu voleras un peu moins…, de Dario Fo, escenografía de Jacques Mauclair, gira | - 1972 : Les Vilains, a partir de Ruzzante, escenografía de Jacques Échantillon, Festival del Marais, Teatro del Atelier - 1976 : La Chasse présidentielle, de Guillaume Kergourlay, escenografía de Jacques Échantillon, Teatro des 13 vents - 1976 : Fulgor y muerte de Joaquín Murieta, de Pablo Neruda, escenografía de Jacques Échantillon, Teatro des 13 vents - 1977 : Jésus II, de Joseph Delteil, escenografía de Jacques Échantillon, Théâtre de Paris - 1979 : Der aufhaltsame Aufstieg des Arturo Ui, de Bertolt Brecht, escenografía de Jacques Échantillon, Teatro des 13 vents - 1981 : El paraíso de las damas, a partir de Émile Zola, escenografía de Jacques Échantillon, Théâtre de la Ville, Teatro des 13 vents - 1987 : Le Rêve de D'Alembert, de Denis Diderot, escenografía de Jacques Nichet, Teatro des 13 vents - 1989 : Le Baladin du monde occidental, de John Millington Synge, escenografía de Jacques Nichet, Teatro des 13 vents, gira - 1990 : Le Baladin du monde occidental, de John Millington Synge, escenografía de Jacques Nichet, Théâtre de la Ville - 1990 : Couple ouvert à deux battants, de Dario Fo, escenografía de Jacques Échantillon, Teatro des 13 vents - 1993 : Domaine ventre, de Serge Valletti, escenografía de Jacques Nichet, Teatro Nacional de la Colline, Teatro des 13 vents - 1995 : Le Retour au désert, de Bernard-Marie Koltès, escenografía de Jacques Nichet, Teatro des 13 vents en la Opéra Comédie de Montpellier - 1995 : Le Second Œuvre des cannibales, de Suzanne Joubert, escenografía de Xavier Marchand, Festival de Aviñón - 1997 : Doce hombres sin piedad, de Reginald Rose, escenografía de Stéphan Meldegg, Teatro Marigny - 2001 : Medida por medida, de William Shakespeare, escenografía de Jacques Nichet, Teatro Nacional de Toulouse - 2004 : Le Roi se meurt, de Eugène Ionesco, escenografía de Georges Werler, Teatro Hébertot - 2005 : Le Roi se meurt, de Eugène Ionesco, escenografía de Georges Werler, Teatro Hébertot - 2006 : Le Roi se meurt, de Eugène Ionesco, escenografía de Georges Werler, Teatro des Célestins - 2007 : El avaro, de Molière, escenografía de Georges Werler, Teatro de la Porte Saint-Martin, gira - 2008 : El avaro, de Molière, escenografía de Georges Werler, gira - 2008 : Le Collectionneur d'instants, de Quint Buchholz, escenografía de Jacques Nichet, Teatro Nacional de Toulouse, Teatro de la Commune |

## Premios
- Premio Molière del año 2000 :
  - Molière al mejor espectáculo cómico por Mort accidentelle d'un anarchiste
  - Nominación al Molière al mejor director por Mort accidentelle d'un anarchiste